# Orkun Kökçü
Orkun Kökçü (Haarlem, 29 dicembre 2000) è un calciatore olandese naturalizzato turco, centrocampista del Beşiktaş, in prestito dal Benfica, e della nazionale turca.

## Biografia
Nato in Olanda da una famiglia di origini turche, è fratello minore di Ozan Kökçü, attaccante dell'HJK.
Di fede musulmana, nell'ottobre 2022 è finito al centro di una controversia a causa della sua rinuncia alla carica di capitano del Feyenoord in quanto la società avrebbe disputato alcune partite con una fascia coi colori dell'arcobaleno a supporto del movimento per i diritti LGBT, adducendo motivi religiosi.

## Caratteristiche tecniche
È un centrocampista centrale che può agire anche da trequartista e da mezzala. Dotato di una buona tecnica individuale, tra le sue principali qualità figurano un'ottima visione di gioco, l'intelligenza tattica e un buon tiro dalla distanza. È capace di calciare la palla con precisione oltre che con potenza, si affida principalmente al piede destro. Kökçü è affidabile nei calci di rigore, ma è capace di trovare la rete tirando anche su punizione.

## Carriera

### Club

#### Feyenoord
Cresciuto nel settore giovanile del Groningen, nel 2014 viene acquistato dal Feyenoord.Esordisce fra i professionisti il 27 settembre 2018 disputando l'incontro di KNVB beker vinto 4-0 contro il Gemert. Nell'occasione trova anche la sua prima rete siglando il gol del momentaneo 2-0.
Nell'Europa League segna un gol battendo per 3-1 il CSKA Mosca, mentre nell'edizione 2022-2023 del campionato continentale realizza due reti sconfiggendo per 7-1 lo Shakhtar Donetsk. Vince il campionato olandese, il primo gol lo segna nella vittoria per 3-0 contro lo Sparta Rotterdam, un'altra rete la segna sconfiggendo per 2-0 il Twente, riesce a realizzare una doppietta nel successo per 5-1 contro l'Excelsior, in tutto durante l'edizione del campionato segna otto gol, l'ultimo vincendo per 2-0 contro il NEC.

#### Benfica
Il 10 giugno 2023 si trasferisce al Benfica.Nel suo primo campionato portoghese, l'edizione 2023-2024 segna una rete battendo per 4-0 il Vitória Guimarães, sigla un gol anche contro l'Estoril Praia e il Farense vincendo per 3-1 entrambe le partite, segna in tutto sette reti nel campionato l'ultima nel pareggio per 1-1 contro il Rio Ave.
Nella Champions League segna un gol su punizione battendo per 2-1 lo Stella Rossa, con un rigore invece segla la rete dal 4-0 sconfiggendo l'Atletico Madrid oltre a siglare il gol del 2-0 vincendo contro la Juventus.

### Nazionale
Dopo avere giocato per l'Under-18 e 19 dei Paesi Bassi, nel 2019 opta per rappresentare la Turchia. Dopo avere militato nell'Under-21, il 6 settembre 2020 debutta in nazionale maggiore nel pareggio per 0-0 contro la Serbia in Nations League.
Il 14 maggio 2021 viene inserito nella lista dei pre-convocati per l'Europeo. Il 2 giugno seguente viene confermato nella lista definitiva dei convocati.
Il 16 novembre 2021 realizza il suo primo gol con la Turchia in occasione del successo per 1-2 in casa del Montenegro, consentendo ai turchi di arrivare secondi e qualificarsi per i play-off di qualificazione ai Mondiali 2022.

## Statistiche

### Presenze e reti nei club
Statistiche aggiornate al 5 febbraio 2024.
| Stagione         | Squadra          | Campionato       | Campionato | Campionato | Coppe nazionali | Coppe nazionali | Coppe nazionali | Coppe continentali | Coppe continentali | Coppe continentali | Altre coppe | Altre coppe | Altre coppe | Totale | Totale | Totale |
| Stagione         | Squadra          | Comp             | Pres       | Reti       | Comp            | Pres            | Reti            | Comp               | Pres               | Reti               | Comp        | Pres        | Reti        | Pres   | Reti   |        |
| ---------------- | ---------------- | ---------------- | ---------- | ---------- | --------------- | --------------- | --------------- | ------------------ | ------------------ | ------------------ | ----------- | ----------- | ----------- | ------ | ------ | ------ |
| 2018-2019        | Feyenoord        | ED               | 11         | 3          | CO              | 1               | 1               |                    | -                  | -                  |             | -           | -           | 12     | 4      |        |
| 2019-2020        | Feyenoord        | ED               | 22         | 2          | CO              | 4               | 0               | UEL                | 9                  | 1                  |             | -           | -           | 35     | 3      |        |
| 2020-2021        | Feyenoord        | ED               | 22+2       | 3+0        | CO              | 1               | 0               | UEL                | 6                  | 1                  |             | -           | -           | 31     | 4      |        |
| 2021-2022        | Feyenoord        | ED               | 32         | 7          | CO              | 1               | 0               | UECL               | 18                 | 2                  |             | -           | -           | 51     | 9      |        |
| 2022-2023        | Feyenoord        | ED               | 32         | 8          | CO              | 4               | 1               | UEL                | 10                 | 3                  |             | -           | -           | 46     | 12     |        |
| Totale Feyenoord | Totale Feyenoord | Totale Feyenoord | 121        | 23         |                 | 11              | 2               |                    | 43                 | 7                  |             | -           | -           | 175    | 32     |        |
| 2023-2024        | Benfica          | PL               | 27         | 7          | CP+CdL          | 4+2             | 0+0             | UCL+UEL            | 5+4                | 0+0                | SP          | 1           | 0           | 43     | 7      |        |
| 2024-2025        | Benfica          | PL               | 33         | 7          | CP+CdL          | 2+1             | 1+0             | UCL                | 12                 | 4                  | -           | -           | -           | 48     | 12     |        |
| Totale Benfica   | Totale Benfica   | Totale Benfica   | 60         | 14         |                 | 9               | 1               |                    | 21                 | 4                  |             | 1           | 0           | 91     | 19     |        |
| Totale carriera  | Totale carriera  | Totale carriera  | 181        | 37         |                 | 20              | 3               |                    | 64                 | 11                 |             | 1           | 0           | 266    | 51     |        |

### Cronologia presenze e reti in nazionale
| Cronologia completa delle presenze e delle reti in nazionale ― Turchia | Cronologia completa delle presenze e delle reti in nazionale ― Turchia | Cronologia completa delle presenze e delle reti in nazionale ― Turchia | Cronologia completa delle presenze e delle reti in nazionale ― Turchia | Cronologia completa delle presenze e delle reti in nazionale ― Turchia | Cronologia completa delle presenze e delle reti in nazionale ― Turchia | Cronologia completa delle presenze e delle reti in nazionale ― Turchia | Cronologia completa delle presenze e delle reti in nazionale ― Turchia |
| Data                                                                   | Città                                                                  | In casa                                                                | Risultato                                                              | Ospiti                                                                 | Competizione                                                           | Reti                                                                   | Note                                                                   |
| ---------------------------------------------------------------------- | ---------------------------------------------------------------------- | ---------------------------------------------------------------------- | ---------------------------------------------------------------------- | ---------------------------------------------------------------------- | ---------------------------------------------------------------------- | ---------------------------------------------------------------------- | ---------------------------------------------------------------------- |
| 6-9-2020                                                               | Belgrado                                                               | Serbia                                                                 | 0 – 0                                                                  | Turchia                                                                | UEFA Nations League 2020-2021 - 1º turno                               | -                                                                      | 60’                                                                    |
| 11-11-2020                                                             | Istanbul                                                               | Turchia                                                                | 3 – 3                                                                  | Croazia                                                                | Amichevole                                                             | -                                                                      | 34’                                                                    |
| 30-3-2021                                                              | Istanbul                                                               | Turchia                                                                | 3 – 3                                                                  | Lettonia                                                               | Qual. Mondiali 2022                                                    | -                                                                      | 83’                                                                    |
| 27-5-2021                                                              | Alanya                                                                 | Turchia                                                                | 2 – 1                                                                  | Azerbaigian                                                            | Amichevole                                                             | -                                                                      | 67’                                                                    |
| 31-5-2021                                                              | Adalia                                                                 | Turchia                                                                | 0 – 0                                                                  | Guinea                                                                 | Amichevole                                                             | -                                                                      | 45’                                                                    |
| 3-6-2021                                                               | Adalia                                                                 | Turchia                                                                | 2 – 0                                                                  | Moldavia                                                               | Amichevole                                                             | -                                                                      | 45’                                                                    |
| 20-6-2021                                                              | Baku                                                                   | Svizzera                                                               | 3 – 1                                                                  | Turchia                                                                | Euro 2020                                                              | -                                                                      | 80’                                                                    |
| 1-9-2021                                                               | Istanbul                                                               | Turchia                                                                | 2 – 2                                                                  | Montenegro                                                             | Qual. Mondiali 2022                                                    | -                                                                      | 66’                                                                    |
| 4-9-2021                                                               | Gibilterra                                                             | Gibilterra                                                             | 0 – 3                                                                  | Turchia                                                                | Qual. Mondiali 2022                                                    | -                                                                      | 17’                                                                    |
| 7-9-2021                                                               | Amsterdam                                                              | Paesi Bassi                                                            | 6 – 1                                                                  | Turchia                                                                | Qual. Mondiali 2022                                                    | -                                                                      | 14’                                                                    |
| 11-10-2021                                                             | Riga                                                                   | Lettonia                                                               | 1 – 2                                                                  | Turchia                                                                | Qual. Mondiali 2022                                                    | -                                                                      | 65’                                                                    |
| 13-11-2021                                                             | Istanbul                                                               | Turchia                                                                | 6 – 0                                                                  | Gibilterra                                                             | Qual. Mondiali 2022                                                    | -                                                                      |                                                                        |
| 16-11-2021                                                             | Podgorica                                                              | Montenegro                                                             | 1 – 2                                                                  | Turchia                                                                | Qual. Mondiali 2022                                                    | 1                                                                      | 46’                                                                    |
| 24-3-2022                                                              | Porto                                                                  | Portogallo                                                             | 3 – 1                                                                  | Turchia                                                                | Qual. Mondiali 2022                                                    | -                                                                      | 80’                                                                    |
| 7-6-2022                                                               | Vilnius                                                                | Lituania                                                               | 0 – 6                                                                  | Turchia                                                                | UEFA Nations League 2022-2023 - 1º turno                               | -                                                                      | 46’                                                                    |
| 11-6-2022                                                              | Lussemburgo                                                            | Lussemburgo                                                            | 0 – 2                                                                  | Turchia                                                                | UEFA Nations League 2022-2023 - 1º turno                               | -                                                                      | 46’                                                                    |
| 22-9-2022                                                              | Istanbul                                                               | Turchia                                                                | 3 – 3                                                                  | Lussemburgo                                                            | UEFA Nations League 2022-2023 - 1º turno                               | -                                                                      | 80’                                                                    |
| 16-11-2022                                                             | Diyarbakır                                                             | Turchia                                                                | 2 – 1                                                                  | Scozia                                                                 | Amichevole                                                             | -                                                                      | 46’                                                                    |
| 25-3-2023                                                              | Erevan                                                                 | Armenia                                                                | 1 – 2                                                                  | Turchia                                                                | Qual. Euro 2024                                                        | 1                                                                      | 73’                                                                    |
| 28-3-2023                                                              | Bursa                                                                  | Turchia                                                                | 0 – 2                                                                  | Croazia                                                                | Qual. Euro 2024                                                        | -                                                                      | 67’                                                                    |
| 19-6-2023                                                              | Samsun                                                                 | Turchia                                                                | 2 – 0                                                                  | Galles                                                                 | Qual. Euro 2024                                                        | -                                                                      | 89’                                                                    |
| 8-9-2023                                                               | Eskişehir                                                              | Turchia                                                                | 1 – 1                                                                  | Armenia                                                                | Qual. Euro 2024                                                        | -                                                                      |                                                                        |
| 12-9-2023                                                              | Genk                                                                   | Giappone                                                               | 4 – 2                                                                  | Turchia                                                                | Amichevole                                                             | -                                                                      | 46’                                                                    |
| 22-3-2024                                                              | Budapest                                                               | Ungheria                                                               | 1 – 0                                                                  | Turchia                                                                | Amichevole                                                             | -                                                                      | 61’                                                                    |
| 26-3-2024                                                              | Vienna                                                                 | Austria                                                                | 6 – 1                                                                  | Turchia                                                                | Amichevole                                                             | -                                                                      | 61’ 80’                                                                |
| 4-6-2024                                                               | Bologna                                                                | Italia                                                                 | 0 – 0                                                                  | Turchia                                                                | Amichevole                                                             | -                                                                      | 55’                                                                    |
| 10-6-2024                                                              | Varsavia                                                               | Polonia                                                                | 2 – 1                                                                  | Turchia                                                                | Amichevole                                                             | -                                                                      | 76’                                                                    |
| 18-6-2024                                                              | Dortmund                                                               | Turchia                                                                | 3 – 1                                                                  | Georgia                                                                | Euro 2024 - 1º turno                                                   | -                                                                      |                                                                        |
| 22-6-2024                                                              | Dortmund                                                               | Turchia                                                                | 0 – 3                                                                  | Portogallo                                                             | Euro 2024 - 1º turno                                                   | -                                                                      | 70’                                                                    |
| 26-6-2024                                                              | Amburgo                                                                | Rep. Ceca                                                              | 1 – 2                                                                  | Turchia                                                                | Euro 2024 - 1º turno                                                   | -                                                                      | 87’ 90+5’                                                              |
| 2-7-2024                                                               | Lipsia                                                                 | Austria                                                                | 1 – 2                                                                  | Turchia                                                                | Euro 2024 - Ottavi di finale                                           | -                                                                      | 11’ 83’                                                                |
| 6-9-2024                                                               | Cardiff                                                                | Galles                                                                 | 0 – 0                                                                  | Turchia                                                                | UEFA Nations League 2024-2025 - 1º turno                               | -                                                                      | 64’                                                                    |
| 9-9-2024                                                               | Smirne                                                                 | Turchia                                                                | 3 – 1                                                                  | Islanda                                                                | UEFA Nations League 2024-2025 - 1º turno                               | -                                                                      | 46’                                                                    |
| 11-10-2024                                                             | Samsun                                                                 | Turchia                                                                | 1 – 0                                                                  | Montenegro                                                             | UEFA Nations League 2024-2025 - 1º turno                               | -                                                                      | 90+3’                                                                  |
| 14-10-2024                                                             | Reykjavík                                                              | Islanda                                                                | 2 – 4                                                                  | Turchia                                                                | UEFA Nations League 2024-2025 - 1º turno                               | -                                                                      | 90’                                                                    |
| 16-11-2024                                                             | Kayseri                                                                | Turchia                                                                | 0 – 0                                                                  | Galles                                                                 | UEFA Nations League 2024-2025 - 1º turno                               | -                                                                      |                                                                        |
| 19-11-2024                                                             | Nikšić                                                                 | Montenegro                                                             | 3 – 1                                                                  | Turchia                                                                | UEFA Nations League 2024-2025 - 1º turno                               | -                                                                      |                                                                        |
| 20-3-2025                                                              | Istanbul                                                               | Turchia                                                                | 3 – 1                                                                  | Ungheria                                                               | UEFA Nations League 2024-2025 - Play-off                               | 1                                                                      | 41’ 72’                                                                |
| 7-6-2025                                                               | East Hartford                                                          | Stati Uniti                                                            | 1 – 2                                                                  | Turchia                                                                | Amichevole                                                             | -                                                                      | 65’                                                                    |
| 10-6-2025                                                              | Chapel Hill                                                            | Messico                                                                | 1 – 0                                                                  | Turchia                                                                | Amichevole                                                             | -                                                                      | 62’                                                                    |
| Totale                                                                 |                                                                        | Presenze                                                               | 41                                                                     |                                                                        | Reti                                                                   | 3                                                                      |                                                                        |

## Palmarès

### Club

#### Competizioni nazionali
- Campionato olandese: 1

Feyenoord: 2022-2023
- Supercoppa di Portogallo: 1

Benfica: 2023
- Coppa di Lega portoghese: 1

Benfica: 2024-2025